# Cirostratus
Cirostratus (međunarodna kratica Cs) je visoki mliječnobijeli oblak koji potpuno ili djelomično pokriva nebo. Može biti vlaknast (fibratus) i bezobličan (nebulosus). Kroz njega prolazi Sunčeva svjetlost tako da predmeti na tlu imaju oštru sjenu. U umjerenom pojasu pojavljuje se na visinama između 5 i 13 kilometara, a sastoji se od ledenih kristalića. Često ga, osobito kada se Sunce nalazi nisko nad obzorom, prati optička pojava halo. Ne daje oborine.
Cirostratusi su prozračni i ledeni, nalik mliječnobijeloj, neraščlanjenoj oblačnoj kopreni. Nebo prekrivaju djelomično ili cijelo. Mogu biti debeli od nekoliko stotina metara do 1-2 km. Ima podnicu sličnu cirusovoj. Budući da su tanki na njima se pojavljuje halo (krug oko Sunca ili Mjeseca). To je skup optičkih pojava u obliku prstena, luka, križa ili svijetlećih točaka (lažno Sunce).

## Vrste oblaka prema visini i obliku
Osnovna podjela oblaka temelji se na činjenici da je, usprkos velikoj raznolikosti oblaka, moguće izdvojiti ograničen broj svojstvenih oblika, koji se često mogu naći u gotovo svim dijelovima svijeta. Takva podjela svojstvenih oblika sadrži podjelu na rodove, vrste i podvrste, a kao dopunu daje i odlike koje detaljnije opisuju pojedina svojstva oblaka. Druga osnovna podjela odnosi se na visinu na kojoj se pojavljuju oblaci.
S obzirom na visinu nad tlom na kojoj se pojavljuju, razlikuju se niski, srednji i visoki oblaci te oblaci okomitog razvoja. U umjerenim zemljopisnim širinama niski oblaci nalaze se na visinama između tla i 2 km, srednji na visinama između 2 i 7 km, a visoki između 7 i 13 km. Oblaci okomitog razvoja pojavljaju se u pravilu na visinama između 800 m i 13 km (iznimno i do 16 km). Gornje su granice slojeva oblaka u tropima podignute za koji kilometar, a u polarnim su predjelima za nekoliko kilometara spuštene.
Prvu morfološku razredbu oblaka izradio je 1803. engleski amaterski meteorolog Luke Howard (1772. – 1864.) i ona se u proširenom obliku zadržala do danas. Osnovna je pretpostavka te podjele da je unatoč velikoj raznovrsnosti oblika oblaka moguće izdvojiti 10 vrsta karakterističnih oblika koji se nalaze u svim krajevima svijeta:
- visoki oblaci: cirus (Ci), cirostratus (Cs) i cirokumulus (Cc),
- srednje visoki oblaci: altostratus (As) i altokumulus (Ac),
- niski oblaci: stratokumulus (Sc), stratus (St) i nimbostratus (Ns),
- oblaci okomitog razvoja: kumulus (Cu) i kumulonimbus (Cb).

Vrste se dalje dijele na podvrste: castellanus (poput dvorca s tornjevima), fibratus (vlaknast), floccus (poput pramena vune), fractus (izlomljen), lentikularis (lećast), nebulosus (bezobličan), stratiformis (slojevit), uncinus (kukičast), spissatus (zgusnut) i tako dalje. Neki oblici dodatno karakteriziraju pojedine oblake, na primjer vrh u obliku nakovnja (inkus) ili vrećaste izbočine na podnici (mamatus).

## Halo
Halo (lat. halo, akuzativ od halos < grč. ἅλως: gumno, okruglo mjesto) je optička pojava u Zemljinoj atmosferi (optika atmosfere) kada se Sunce ili Mjesec naziru kroz tanak sloj oblaka s kristalićima leda. Najpoznatiji je krug oko Sunca ili Mjeseca (potpuni ili njegov dio) promjera 22° koji je na unutarnjoj strani crvenkaste, a na vanjskoj strani plavkaste boje; mnogo rjeđi je halo promjera 46°. 

## Slike
|                                                  |                                               |                                                                                           |                         |
| Cirrostratus undulatus ili valoviti cirostratus. | Cirrostratus curious ili čudesan cirostratus. | Cirrostratus largos ili veliki cirostratus zajedno s cirrus undulatus ili valoviti cirus. | Cirostratus iz blizine. |